# Dermestes coarctatus
Dermestes coarctatus is een keversoort uit de familie spektorren (Dermestidae). De wetenschappelijke naam van de soort werd in 1877 gepubliceerd door Edgar von Harold.